# フィラデルフィア計画

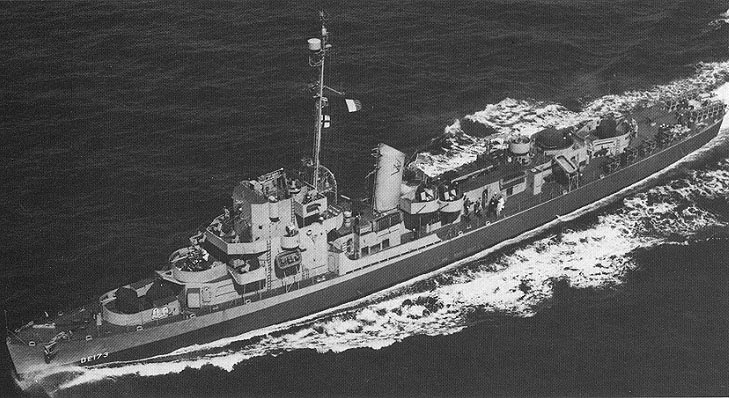
実験に使用されたとされる駆逐艦「エルドリッジ」

フィラデルフィア計画（フィラデルフィアけいかく）、フィラデルフィア実験（フィラデルフィアじっけん、Philadelphia Experiment）は、第二次世界大戦中にアメリカ合衆国ペンシルベニア州フィラデルフィアで行われたと言われている都市伝説。
アメリカ海軍による艦船のステルス実験とされているが公式な記録は無く、実験に使用されたと言われる当該艦はアメリカ海軍で運用が続けられその後はギリシャに売却されるなど、数々の記録から現在では実験自体が空想の産物であり、捏造とされる。

## アレンの手紙
1956年に、元船員のカール・メレディス・アレン（en:Carl Meredith Allen、別名カルロス・ミゲル・アレンデ）がUFO研究家のモーリス・ジェサップ（en:Morris K. Jessup）に送った手紙が発端。
アレンの話では、1943年10月にフィラデルフィアのドックで統一場理論の実験が行われ、1隻の駆逐艦の姿が完全に見えなくなり、360キロメートル離れたバージニア州のノーフォークのドックへ瞬間移動したという。また、この事件は新聞でも報じられていたという。

## 海軍の反応
1996年にen:Office of Naval Researchが「フィラデルフィア実験」の噂に言及し、実際に行われた機雷に対する消磁実験や高周波発電試験から生まれた話だろうとしている。また、この事件を報じた新聞というものも見つからなかったという。
2017年にも言及があり、実験が行われたとされる駆逐艦「エルドリッジ」は一度もフィラデルフィアに寄港した記録が無く、実験があったとされる時期にはニューヨークにいたとしている。

## 関連作品

### テレビ番組
『特命リサーチ200X』
F.E.R.C Research Report - File No.0415「フィラデルフィアの怪実験を追え!」（日本テレビ 1998年1月18日放映）

### 映画
『フィラデルフィア・エクスペリメント』
都市伝説としての同実験をモチーフに、サスペンスやアクション、ラブストーリー等の要素を取り入れたSF映画。
実験によって時空の狭間に停止してしまった駆逐艦エルドリッジから脱出し、40年後（1984年）のネバダ砂漠にタイムスリップしてしまった乗員のデビッドとジムが、エルドリッジに積まれた磁場装置が時空の狭間で稼働したままになっていることで地球の時空が崩壊しつつあり、地球の危機を救うため艦に向かう……というストーリー。
『フィラデルフィア・エクスペリメント2』(1993年)
上記『フィラデルフィア・エクスペリメント』の続編にあたる作品。しかし同名の登場人物が2人存在する点以外は全くの別作品となっている。
『フィラデルフィア・エクスペリメント』(2013年 リメイク・カナダ版)
上記『フィラデルフィア・エクスペリメント』のリメイク版にあたる作品。

### 小説
『ルーントルーパーズ 自衛隊漂流戦記』
自衛隊の国連平和維持軍派遣艦隊が行方不明となった後、都市伝説としてのフィラデルフィア計画をオカルト雑誌の編集者が言及した上で、艦隊が次元を超えた可能性について示唆する。

### ゲーム
『メタルギア サヴァイヴ』
フィラデルフィア計画は、米国の秘密研究組織"ウォーデンクリフ・セクション"による初の転送実験として行われたと作中で語られる。

### 漫画
『スプリガン』